# Vänge distrikt, Uppland
Vänge distrikt är ett distrikt i Uppsala kommun och Uppsala län. 
Distriktet ligger i sydvästra delen av kommunen. 

## Tidigare administrativ tillhörighet
Distriktet inrättades 2016 och utgörs av socknen Vänge i Uppsala kommun.
Området motsvarar den omfattning Vänge församling hade vid årsskiftet 1999/2000.